# スクリューブレイカー 轟振どりるれろ
『スクリューブレイカー 轟振どりるれろ』（スクリューブレイカー ごうしんどりるれろ）は、ゲームフリークが開発し、任天堂から2005年9月22日に発売されたゲームボーイアドバンス (GBA) 用ゲームソフト。アメリカでは2006年2月6日に発売。
本作は、義賊の少女 ドリ・くるりが、母の形見である宝石「レッドダイヤ」を悪徳ロボット企業「ドクローラー」から取り戻すため、小型ドリルロンボ・ラセンダー8に乗って活躍するドリルアクションゲームである。
ROMカートリッジには振動機能が内蔵されている。ゲームボーイプレーヤーでのプレイ時にはROMカートリッジの振動機能は作動せず、ニンテンドー ゲームキューブコントローラの振動機能にのみ対応するため、問題なくプレイ可能である。2015年12月16日に配信開始されたWii Uバーチャルコンソール版でも、各種コントローラーの振動機能に対応している。

## ラセンダー8
ドリルを装備した2足歩行マシン。Rボタンでドリルが回転、Lボタンで逆回転する。ドリルにより敵や壁を破壊したり、敵の弾を弾いたりできる。ステージ途中で入手できるギアで3段階のドリアップ（パワーアップ）が可能。3速の状態ではボタンを押している間はドリルが回転し続ける。ステージによってはスクリューを装備したマリンムーブ、プロペラを装備したスカイムーブに変形する。

## 開発
ゲームデザインは、『パルスマン』の共同ディレクションおよびゲーム・デザイナーの一人である杉森建が担当した。杉森は「最初のステージは簡単であるべき」という考えのもと『パルスマン』のステージ1を作った結果、面白さが伝わりにくくなった反省から、本作においては1面から爽快感を重視したと2007年のセガとのインタビューの中でのべている。